# Otto I. (Hachberg-Sausenberg)

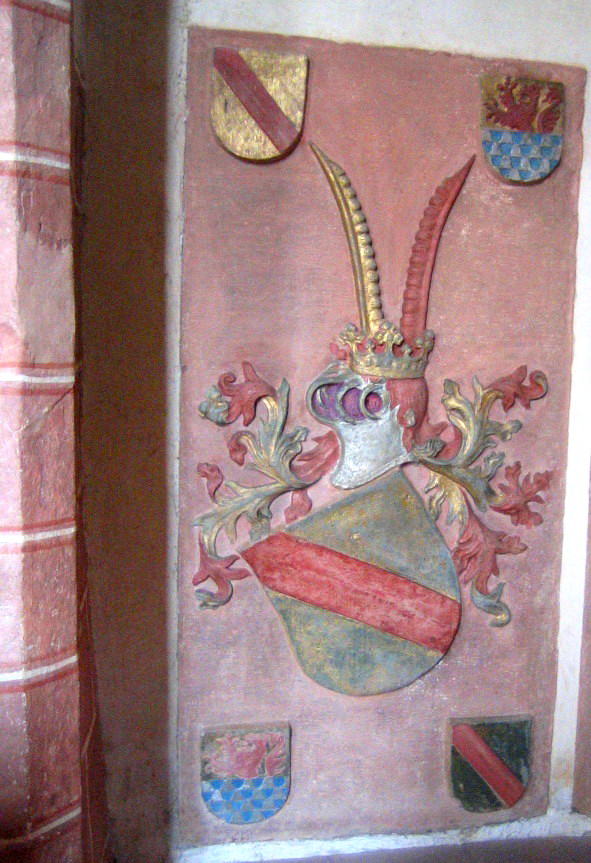
Grabplatte mit dem Wappen von Markgraf Otto I. von Hachberg-Sausenberg in der Kirche von Sitzenkirch

Otto I. von Hachberg-Sausenberg (* 1302; † 1384) war Markgraf von Hachberg-Sausenberg.

## Leben
Otto war der Sohn des Markgrafen Rudolf I. von Hachberg-Sausenberg und der Erbtochter des Otto von Rötteln, Agnes. Nachdem sein Bruder Heinrich 1318 verstorben war, übernahm Otto zusammen mit seinem zweiten Bruder Rudolf II. die Regentschaft über die Herrschaft Rötteln und die Landgrafschaft Sausenberg. Die Residenz wurde von der Sausenburg auf die Burg Rötteln verlegt.
Nach dem Tod seines Bruders Rudolf (1352) übernahm er zunächst die Vormundschaft für seinen Neffen, Rudolf III., die er dann 1358 dem Grafen von Thierstein übertrug. Als Rudolf III. 1364 sein Erbe antrat, regierte er zusammen mit seinem Onkel weiter bis zu dessen Tod 1384. Otto war in erster Ehe mit Katharina von Grandson und in zweiter Ehe mit Elisabeth von Strassberg († 1352) verheiratet und hatte keine Nachkommen.
Im Herbst 1332 belagerten Truppen der Stadt Basel seine Burg Rötteln, da er (oder sein Bruder) den Bürgermeister von Basel, Burkhard Werner von Ramstein, erstochen hatte. Der Konflikt wurde nach Schlichtung durch den Adel von Stadt und Land beigelegt. Die Hintergründe der Tat bleiben unklar, aber die Markgrafen von Hachberg-Sausenberg waren mit der Basler Adelsgesellschaft der Psitticher verbunden, während die von Ramstein zu den rivalisierenden Sternern gehörten.
Die Markgrafen Hachberg-Sausenberg, Rudolf III. und Otto, stifteten der Kirche zu Sitzenkirch 1366 den Altar zum Heiligen Kreuz. Markgraf Otto wurde 1384 in der Kirche zu Sitzenkirch beigesetzt.

## Darstellung im historischen Roman
Otto ist neben seinem Bruder Rudolf die Hauptfigur in dem 1930 erschienenen historischen Roman von Käthe Papke, Der eiserne Markgraf von Sausenberg-Rötteln. Papke schreibt in diesem Roman die Tötung des Basler Bürgermeister Otto zu, der als Choleriker dargestellt wird. Sie verwebt auch die Sage von der „Hexe von Binzen“ mit den beiden historischen Figuren Rudolf und Otto.